# 何景寮
何景寮（1903年1月5日—1978年3月28日），字克良，台灣高雄縣人，政治人物。
臺中一中畢業後，前往中國大陸，就讀廈門大學預科後，轉學上海大夏大學文科，其間加入中國國民黨。1927年畢業後返回臺灣，參與臺灣文化協會及臺灣議會設置請願運動。1931年起，先後擔任《臺灣新民報》臺南、臺中支局長、總社政治部部長、高雄支局長。1937年，自《臺灣新民報》辭職後即在高雄市創立“民報商事社”從商。1941年珍珠港事變後，在廈門市另設「新民公司」。1943年7月帶夫人和二女搭乘日本輪船「廣東丸」赴廈門，抵達前該輪船遭受美海軍潛艇的魚雷攻擊而沉没，本人幸免，但夫人及二女均遇难。1948年參選第一屆立法委員惜排落選第一名，其後曾任擔任臺灣省政府顧問、臺灣省自治研究委員會委員、臺灣省縣市選舉監察委員會委員。1950年4月，立法委員蔡培火就任行政院政務委員，何景寮遞補任立法委員。民國67年3月28日病逝

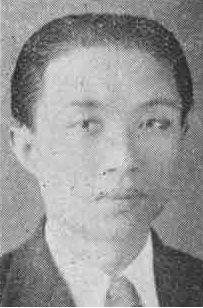
何景寮